# Sante Zuffada
Sante Zuffada (Borgo Littorio, 18 luglio 1944) è un politico italiano, esponente del Popolo della Libertà e di Forza Italia.

## Biografia
Si è laureato in Medicina veterinaria presso l'Università degli Studi di Milano nel 1969 e dopo aver svolto per alcuni anni il medico veterinario nella zona di Melegnano, nel 1974 si trasferisce a Magenta (MI) ove inizia a svolgere l'incarico di veterinario condotto, passando all'USSL locale nel 1981 e divenendo direttore del Dipartimento di Prevenzione Veterinaria dell'ospedale di Magenta.
Col suo trasferimento a Magenta, Zuffada ha dato il via alla sua carriera politica nella Democrazia Cristiana dapprima come consigliere comunale e poi come sindaco dal 1988, carica che manterrà sino al 1993. Passato a Forza Italia, è stato riconfermato in consiglio comunale fino al 2007 Nel 2002 venne eletto presidente del consiglio comunale di Magenta e dal 2005, dopo la candidatura, diviene consigliere regionale della Regione Lombardia con 9 164 preferenze. Sino al 2004 è stato referente di Forza Italia per il magentino, divenendo poi membro del comitato provinciale.
Nel Consiglio regionale lombardo, è stato membro della Commissione III Sanità e Assistenza e, sino al luglio 2008, della Commissione IV Attività produttive, incarico che lasciò per assumere la presidenza della commissione II Affari Istituzionali. Dal dicembre del 2006 sino al luglio del 2009 è stato membro della commissione speciale Statuto, incaricata di approvare un nuovo statuto regionale. Alle elezioni regionali in Lombardia del 2010 è stato rieletto consigliere regionale nelle liste del Popolo della Libertà.
Nel 2013 è stato eletto Senatore nella XVII legislatura della Repubblica Italiana.
Il 16 novembre 2013, con la sospensione delle attività del Popolo della Libertà, aderisce a Forza Italia. Nel dicembre 2016 aderisce al movimento di Daniela Santanchè "Noi Repubblicani - Popolo Sovrano".